# Phyllobius pomaceus
Phyllobius pomaceus es una especie de escarabajo del género Phyllobius, familia Curculionidae. Fue descrita científicamente por Gyllenhal en 1834.
Se distribuye por Reino Unido, Alemania, Países Bajos, Francia, Rusia, Polonia, Suecia, Dinamarca, Estonia, Ucrania, Noruega, Finlandia, Austria, Bélgica, Lituania, Luxemburgo, Checa, Suiza, Bielorrusia, Irlanda, Serbia, Hungría, Rumania, Eslovaquia, Italia, Croacia y Letonia.